# Kurt Rosenfeld
Kurt Rosenfeld (ur. 1 lutego 1877 w Marienwerder, zm. 25 września 1943 w Nowym Jorku) – niemiecki prawnik i adwokat, polityk Socjaldemokratycznej Partii Niemiec (niem. Sozialdemokratische Partei Deutschlands, SPD) i Socjalistycznej Partii Robotniczej Niemiec (niem. Sozialistische Arbeiterpartei Deutschlands, SAD), minister sprawiedliwości Prus (1918–1919), poseł do Reichstagu (1920–1932), w opozycji do narodowych socjalistów.
Po pożarze Reichstagu uniknął aresztowania, wyjeżdżając z Niemiec. Na emigracji w USA wydawał pismo „The German American” i organizował ruch antynazistowski.

## Życiorys
Rosenfeld pochodził z żydowskiej rodziny fabrykanckiej. W latach 1896–1899 studiował prawo i ekonomię na uniwersytecie we Fryburgu Bryzgowijskim, m.in. u Maxa Webera oraz w Berlinie. Podczas studiów, zakończonych uzyskaniem stopnia doktora (1905), wstąpił do SPD.
W 1905 rozpoczął pracę jako prawnik w Berlinie. Jako adwokat bronił wielu oskarżonych w procesach politycznych, m.in. razem z Paulem Levim (1883–1930) Róży Luksemburg (1914), Kurta Eisnera i Georga Ledeboura. W latach 1910–1920 był radnym miejskim z ramienia SPD.
W latach 1914–1918 brał udział w I wojnie światowej. W 1917 wraz z innymi przeciwnikami ówczesnej polityki SPD popierającej działania wojenne i pielęgnującej zawieszenie sporów politycznych (niem. Burgfriedenpolitik) wstąpił do Niezależnej Socjaldemokratycznej Partii Niemiec (niem. Unabhängige Sozialdemokratische Partei Deutschlands, USPD). Po rewolucji, od listopada 1918 do stycznia 1919 pełnił funkcję ministra sprawiedliwości Prus, po czym został wybrany do pruskiej konstytuanty krajowej (niem. preußische Verfassunggebende Landesversammlung).

### Reichstag (1920–1932)

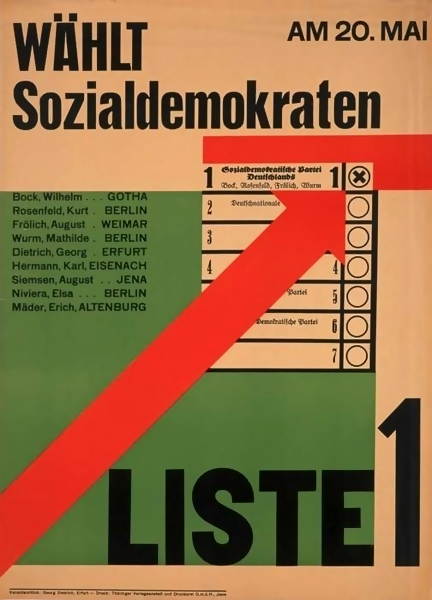
Plakat wyborczy SPD z 1928, Kurt Rosenfeld drugi na liście kandydatów do Reichstagu

W latach 1920–1932 Rosenfeld był posłem do Reichstagu. Razem z Theodorem Liebknechtem i Georgiem Ledebourem zaliczał się do największych przeciwników zjednoczenia Niezależnej Socjaldemokratycznej Partii Niemiec (niem. Unabhängige Sozialdemokratische Partei Deutschlands, USPD) z Komunistyczną Partią Niemiec (niem. Kommunistische Partei Deutschlands, KPD) czy przyłączenia do SPD. W przeciwieństwie do Liebknechta i Ledeboura, Rosenfeld wstąpił jednak ponownie do SPD (1922).
Obok Paula Leviego i Maxa Seydewitza, Rosenfeld należał do czołowych przedstawicieli lewicy wewnątrz SPD. Od 1927 wydawał wraz z Maxem Adlerem, Maxem Seydewitzem i Heinrichem Ströblem pismo Klassenkampf. Marxistische Blätter – organ prasowy marksistowskiej lewicy w SPD.

W marcu 1931 Rosenfeld złamał dyscyplinę partyjną podczas głosowania w Reichstagu. We wrześniu 1931 został wykluczony z szeregów SPD. Rozczarowany bierną postawą SPD wobec nazistów oraz słabym programem gospodarczym, założył wraz z Seydewitzem Socjalistyczną Partię Robotniczą Niemiec (niem. Sozialistische Arbeiterpartei Deutschlands, SAD), której był wiceprzewodniczącym do 1933. Początkowo partia przyciągnęła wielu członków SPD, którzy pokładli w nowej formacji duże nadzieje. Sam Rosenfeld mówił: 

Nasze głowy poleciały. Ale nie poleciały w piach. Ciągle myślą i pracują: nad stworzeniem klasy rewolucyjnej, by zbudować fundament dla zjednoczenia klasy robotniczej.

 Partia, licząca ok. 20 tysięcy członków, umieszczana była na scenie politycznej pomiędzy KPD a SPD. W 1931 do SAP przyłączyli się członkowie Komunistycznej Partii Opozycja (niem. Kommunistische Partei-Opposition, KPO), co wkrótce doprowadziło do walk wewnątrzpartyjnych. Na początku 1933 Rosenfeld wystąpił z SAD i wezwał pozostałych członków partii do przyłączenia się do KPD – Seydewitz natomiast nawoływał do wstąpienia do SPD.

### Kariera adwokacka
Obok kariery politycznej, Rosenfeld nadal pracował jako prawnik. Współpracował z polityczną organizacją pomocową Czerwona Pomoc (niem. Rote Hilfe), założoną przez Wilhelma Piecka i Clarę Zetkin i powiązaną z KPD. Dla organizacji tej pracowała również córka Rosenfelda, adwokat Hilde Neumann (1905–1959).

#### 1931 – proces w sprawie pismaWeltbühne(niem.Weltbühne-Prozeß)
12 marca 1929 Walter Kreiser opublikował w piśmie „Weltbühne” artykuł pt. Windiges aus der deutschen Luftfahrt odsłaniający powiązania Reichswehry z przemysłem lotniczym. Kreiser, piszący pod pseudonimem jako Heinz Jäger, zarzucił przywódcom Reichswehry łamanie postanowień traktatu wersalskiego. Reichswehra miała w tajemnicy rozwijać siły powietrzne (niem. Luftwaffe). Pomimo tego, że Kreiser opierał się na informacjach z ogólnodostępnego protokołu z 312 posiedzenia komisji budżetowej, prokurator generalny Rzeszy wszczął postępowanie w sprawie zdrady stanu i złamania tajemnicy wojskowej. W marcu 1931 przed sądem stanęli wydawca pisma „Weltbühne” Carl von Ossietzky oraz Walter Kreiser. Ich obrony podjęli się Kurt Rosenfeld, Max Alsberg, Alfred Apfel oraz Rudolf Olden. Proces zakończył się skazaniem von Ossietzky’ego i Kreisa na 18 miesięcy więzienia za zdradę tajemnicy wojskowej.

#### 1932 – proces Abela o krzywoprzysięstwo (niem.Meineidsprozess Abel)[17]
W 1932 dziennikarz Werner Abel (1902–1935) zeznawał przed sądem w sprawie zagranicznych źródeł finansowania NSDP. NSDAP zarzucano m.in. przyjęcie pieniędzy od Mussoliniego w zamian za zrezygnowanie z roszczeń do Południowego Tyrolu. Hitler oskarżył Abela o krzywoprzysięstwo. Rosenfeld był jednym z dwóch obrońców Abela. Kiedy Rosenfeld przesłuchiwał nazistowskiego świadka Christiana Webera, ten odmówił zeznań, argumentując, że jako Niemiec, należący do rasy aryjskiej, nie będzie odpowiadał przedstawicielowi obcej rasy. Sąd wymierzył Weberowi grzywnę. Kolejnym świadkiem przesłuchiwanym przez Rosenfelda był Hitler, który początkowo odpowiadał na pytania, lecz później zniecierpliwił się i odmówił zeznań: 

Nie będę już więcej odpowiadać na pytania tych żydowskich prawników.

 Rosenfeld natychmiast zażądał interwencji sądu, który nałożył na Hitlera grzywnę 1000 marek (800 za nieudzielenie odpowiedzi i 200 za nieobywatelskie zachowanie). Hitler zgodził się odpowiedzieć na pytania sądu, lecz sąd ogłosił, że nie ma żadnych pytań do świadka. Abel został skazany na trzy lata więzienia, zginął w 1935 w obozie koncentracyjnym Dachau.

#### 1933 – proces Röntgenstraße[21]
29 sierpnia 1932 grupa robotników została napadnięta przed lokalem SA przy Röntgenstraße 12 w Berlinie. W wyniku bójki zginął jeden SA-man, a dwóch zostało rannych. W trybie przyspieszonym oskarżono dziewięciu robotników, którym zarzucono m.in. zabójstwo z motywów politycznych. Groziła im kara śmierci. Obrony podjęli się Hans Litten oraz Kurt Rosenfeld. Litten, po dogłębnym przebadaniu sprawy, dowiódł, że zeznania nazistów nie były zgodne z prawdą i że sprawcami byli SA-mani. Wszyscy oskarżeni zostali uniewinnieni.

### Pożar Reichstagu
W nocy z 27 na 28 lutego 1933 spłonął gmachu parlamentu Rzeszy (niem. Reichstagsgebäude) w Berlinie, który został najprawdopodobniej podpalony. Jeszcze tej samej nocy naziści uderzyli w opozycję polityczną, zmuszając prezydenta Rzeszy Paula von Hindenburga do podpisania tzw. Reichstagsbrandverordnung, rozporządzenia „O ochronie narodu i państwa” (niem. Verordnung zum Schutz von Volk und Staat), które znosiło podstawowe prawa obywatelskie zawarte w konstytucji Republiki Weimarskiej z 1919 (niem. Die Verfassung des Deutschen Reiches lub też Weimarer Reichsverfassung), sankcjonując prawnie prześladowanie opozycji politycznej NSDAP przez policję i jej oddziały pomocnicze SA.
O podpalenie oskarżono holenderskiego komunistę Marinusa van der Lubbego, ujętego na miejscu zdarzenia oraz prominentnych działaczy partii komunistycznej, m.in. Ernsta Torglera (przewodniczącego frakcji KPD w Reichstagu). Rosenfeld, jako prawnik Torglera, towarzyszył mu, gdy ten stawił się dobrowolnie, by oczyścić się z zarzutu o uczestnictwo w podpaleniu. Togler został natychmiast aresztowany.
28 lutego 1933, na mocy zarządzenia wyjątkowego aresztowano komunistycznych posłów do Reichstagu: Fritza Emmericha, Ottomara Geschke, Williego Kaspera, Ernsta Schöllera i Waltera Stoeckera; pisarzy: Ericha Mühsama, Ludwiga Renna i Egona Erwina Kischa oraz innych intelektualistów, m.in. Maxa Hodanna, Ericha Barona i prawników: Hansa Littena i Felixa Hallego. Carl von Ossietzky i aresztowany później Ernst Thälmann zwrócili się do Rosenfelda z prośbą o ochronę prawną. Jednak Rosenfeldowi – opozycjoniście i prawnikowi lewicy, również groziło aresztowanie. Ostrzeżony na czas zdołał wyjechać zagranicę – przez Czechosłowację do Francji, skąd wyemigrował do USA.

### Emigracja
W 1933 wraz z węgierskim działaczem komunistycznym Sándorem Radó założył w Paryżu międzynarodową niezależną agencję prasową „Inpress”. Po utracie obywatelstwa niemieckiego w 1934, przyjął obywatelstwo amerykańskie w 1939.
Od 1940 wydawał razem z Gerhardem Eislerem pismo „The German-American”, dla którego teksty pisali m.in. Albert Norden, Karl Obermann, Albert Schreiner i Alfred Kantorowicz. Pismo ukazywało się w nakładzie 5-10 tysięcy egzemplarzy. W artykułach nawoływano do zjednoczenia się niemieckich emigrantów przeciwko narodowym socjalistom. Rosenfeld patronował również wraz z Alfonsem Goldschmidtem (1879-1940) gazecie „Volksecho”. Pisał dla pisma „Germany Today”.
Rosenfeld był przewodniczącym powstałej wiosną 1942 organizacji German American Emergency Conference (GAEC), której celem była działalność na rzecz budowy ruchu antyhitlerowskiego.
Rosenfeld wraz z Otto Nathanem angażował się w uwolnienie Carla von Ossietzky’ego.